# Olympische Sommerspiele 1988/Leichtathletik – Marathon (Männer)

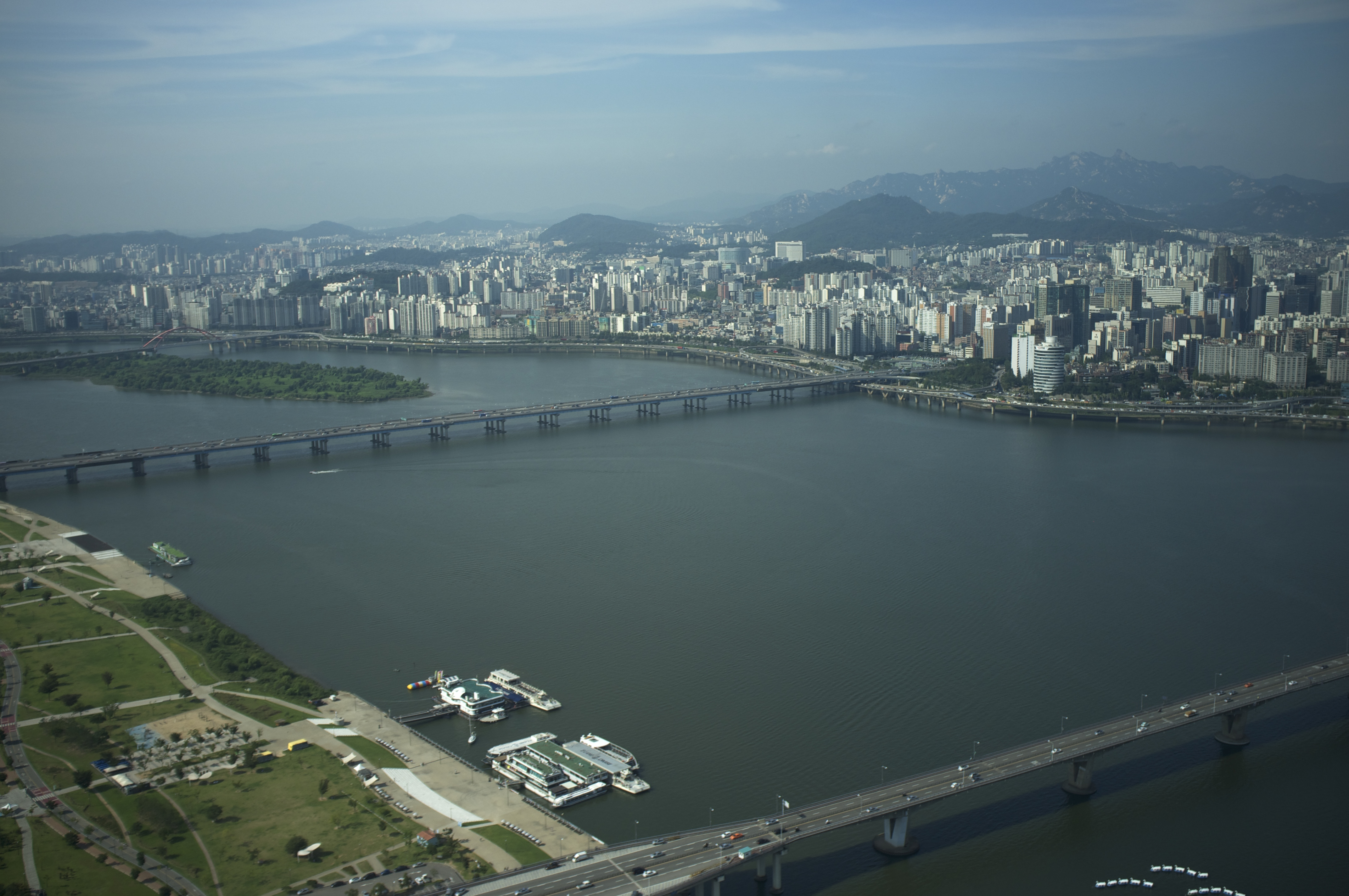
Blick über den Fluss Hangang auf Seoul (Foto: 2014)

Der Marathonlauf der Männer bei den Olympischen Spielen 1988 in Seoul wurde am 2. Oktober 1988 ausgetragen. 118 Athleten nahmen teil, von denen 98 das Ziel erreichten. Start und Ziel war das Olympiastadion Seoul.
Olympiasieger wurde der Italiener Gelindo Bordin. Er gewann vor dem Kenianer Douglas Wakiihuri und Ahmed Salah aus Dschibuti.
Für die Bundesrepublik Deutschland ging Ralf Salzmann an den Start, der das Rennen auf Platz 23 beendete.

Sowohl Jörg Peter aus der DDR als auch der Schweizer Bruno Lafranchi mussten das Rennen vorzeitig aufgeben.

Läufer aus Österreich und Liechtenstein nahmen nicht teil.

## Aktuelle Titelträger
| Olympiasieger 1984                 | Carlos Lopes ( Portugal)                                                    | 2:09:21 h                                                                   | Los Angeles 1984                                                            |
| Weltmeister 1987                   | Douglas Wakiihuri ( Kenia)                                                  | 2:11:48 h                                                                   | Rom 1987                                                                    |
| Europameister 1986                 | Gelindo Bordin ( Italien)                                                   | 2:10:54 h                                                                   | Stuttgart 1986                                                              |
| Panamerikanischer Meister 1987     | Ivo Rodrigues ( Brasilien)                                                  | 2:20:13 h                                                                   | Indianapolis 1987                                                           |
| Zentralamerika und Karibik-Meister | ausgetragen: ein Halbmarathon – Sieger: Alfredo Bolívar ( Mexiko) 1:13:26 h | ausgetragen: ein Halbmarathon – Sieger: Alfredo Bolívar ( Mexiko) 1:13:26 h | ausgetragen: ein Halbmarathon – Sieger: Alfredo Bolívar ( Mexiko) 1:13:26 h |
| Südamerika-Meister 1987            | Osmiro Silva ( Brasilien)                                                   | 2:21:06 h                                                                   | São Paulo 1987                                                              |
| Asienmeister                       | Marathonlauf nicht im Meisterschaftsprogramm                                | Marathonlauf nicht im Meisterschaftsprogramm                                | Marathonlauf nicht im Meisterschaftsprogramm                                |
| Afrikameister 1988                 | Dereje Nedi ( Äthiopien)                                                    | 2:27:51 h                                                                   | Annaba 1988                                                                 |

## Bestehende Rekorde/Bestleistungen
Offizielle Rekorde wurden damals in dieser Disziplin außer bei Meisterschaften und Olympischen Spielen aufgrund der unterschiedlichen Streckenbeschaffenheiten nicht geführt.
| Weltbestzeit       | 2:06:50 h | Belayneh Dinsamo ( Äthiopien) | Rotterdam, Niederlande        | 17. April 1988  |
| Olympischer Rekord | 2:09:21 h | Carlos Lopes ( Portugal)      | Marathon von Los Angeles, USA | 12. August 1984 |

Der bestehende olympische Rekord wurde bei diesen Spielen nicht erreicht. Der italienische Olympiasieger Gelindo Bordin blieb mit seinen 2:10:32 h um 1:11 min über diesem Rekord. Zur Weltbestzeit fehlten ihm 3:42 min.

## Streckenführung
Das Rennen wurde im Olympiastadion Seoul gestartet. Nach drei Runden verlief die Strecke aus dem Stadion heraus Richtung Süden und kurz darauf nach Westen. Sie überquerte den Fluss Tanjeon und gelangte in den Stadtteil Gangnam. Nach weiterem Verlauf in nordwestlicher Richtung erreichte die Route den Stadtteil Seocho und kam dort ans Südufer des Hangang. Der Kurs folgte nun der Uferstraße bis in den Stadtteil Dongjak. Nach Norden abbiegend ging es auf der Mapo-Brücke über den Fluss. Der Weg führte gleich darauf am Nordufer ostwärts durch die Stadtteile Mapo-gu und Yongsan-gu. Über die Benpo-Brücke ging es dann wieder über den Hangan ans andere Ufer des Flusses. Nun verlief die Strecke in östlicher Richtung parallel zum Südufer. Nahe der Einmündung in den Hangang wurde noch einmal der Tanjeon überquert, dann näherte sich der Kurs dem Olympiastadion von Norden her. Es gab jetzt noch einen Bogen um das Stadion herum. Von Süden her führte die Route wieder in das Olympiastadion hinein, wo nach einer letzten Runde auf der dortigen Laufbahn das Ziel erreicht wurde.

## Ergebnis

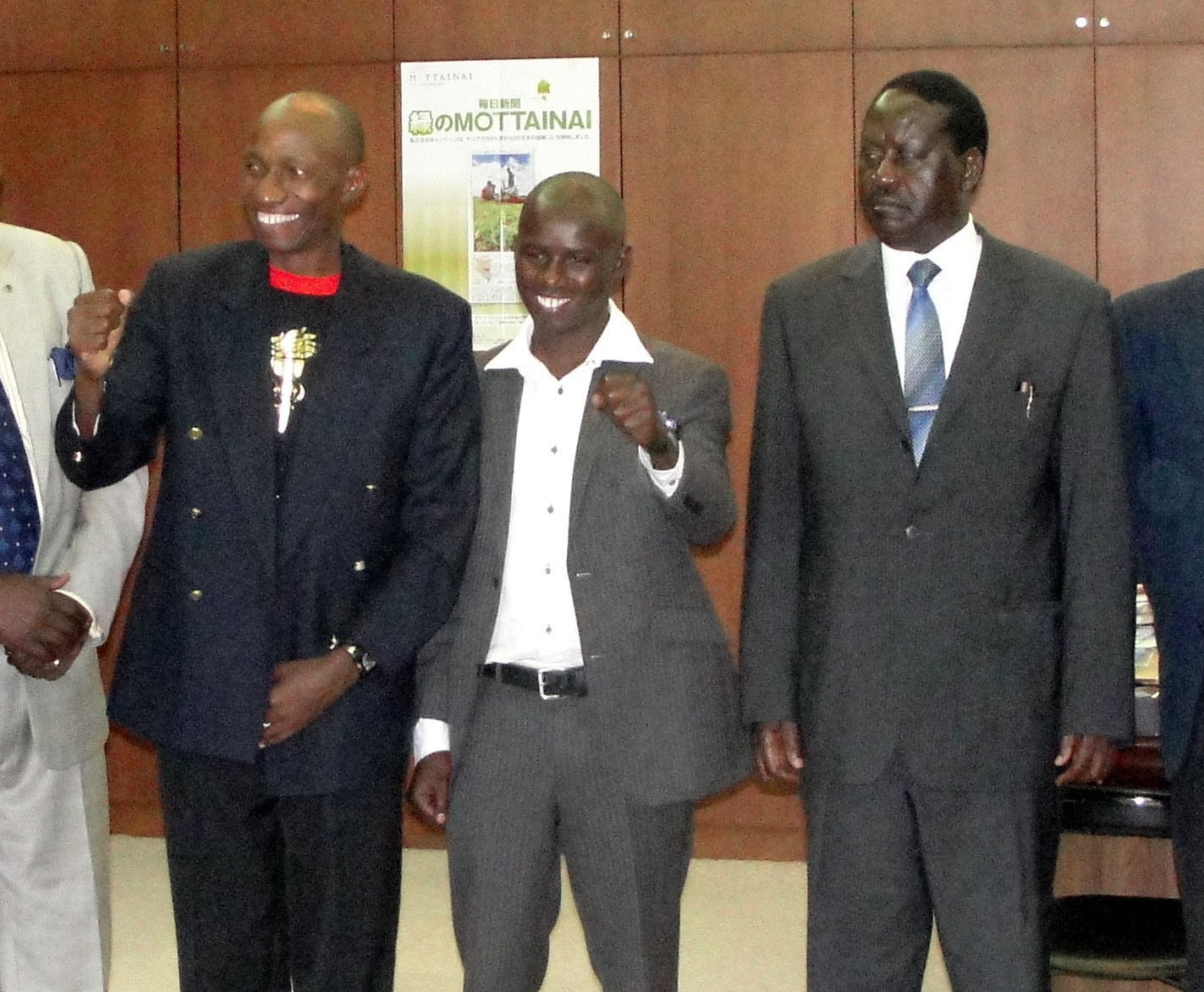
Silbermedaillengewinner Douglas Wakiihuri (links) im Jahr 2011

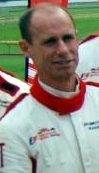
Steve Moneghetti – Rang fünf

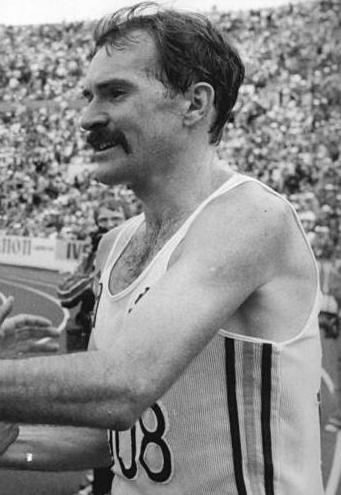
Der frühere Inhaber der Weltbestzeit Robert de Castella wurde Achter

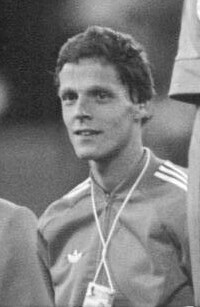
Der Silbermedaillengewinner von 1980 Gerard Nijboer belegte Rang dreizehn

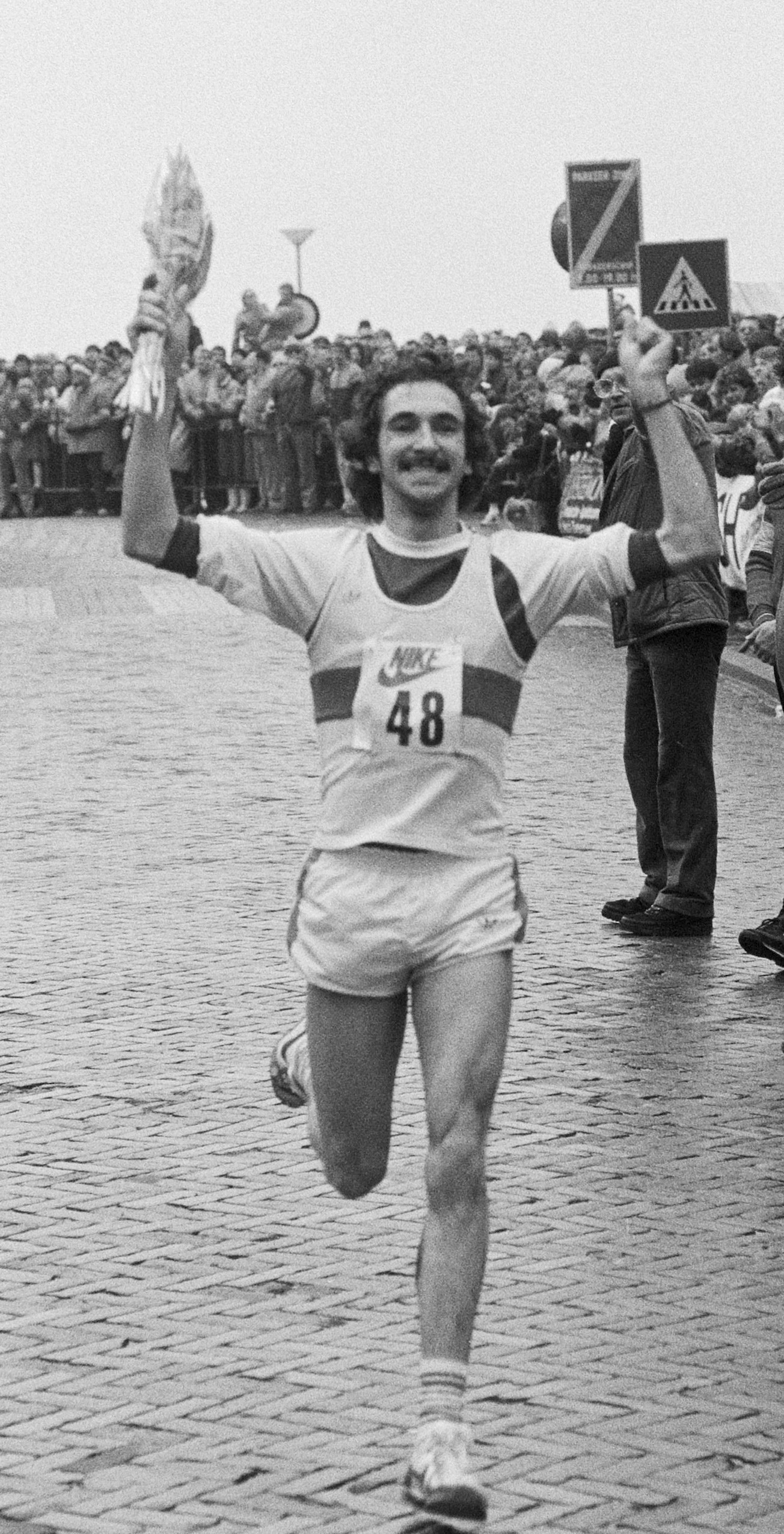
Rang fünfzehn für Marti ten Kate

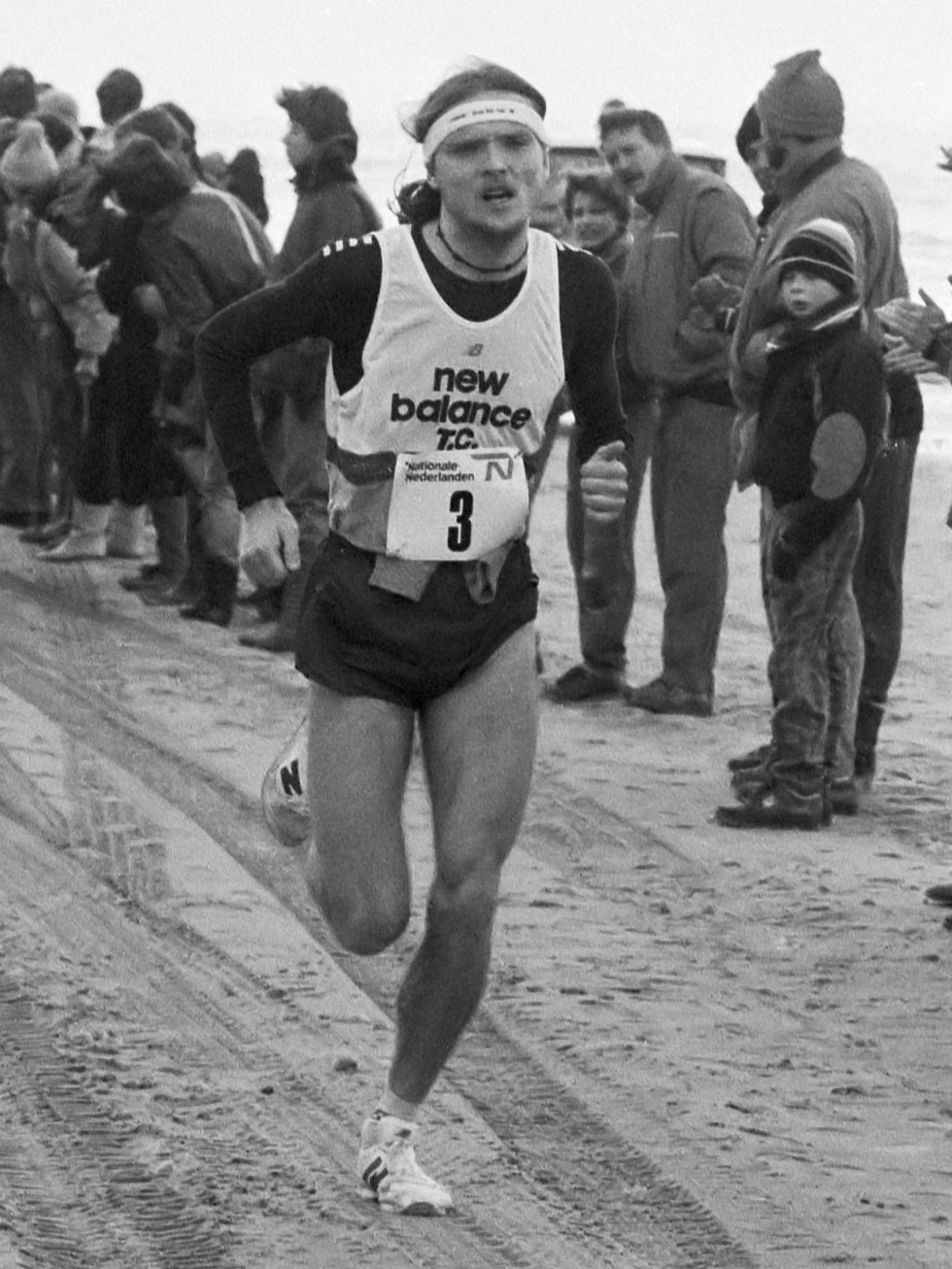
Henrik Jørgensen erreichte Platz 22

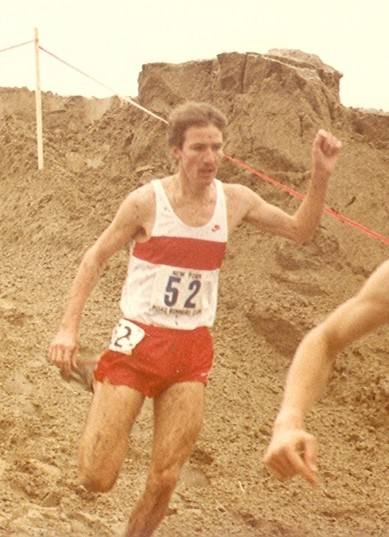
Ed Eyestone belegte Platz 29

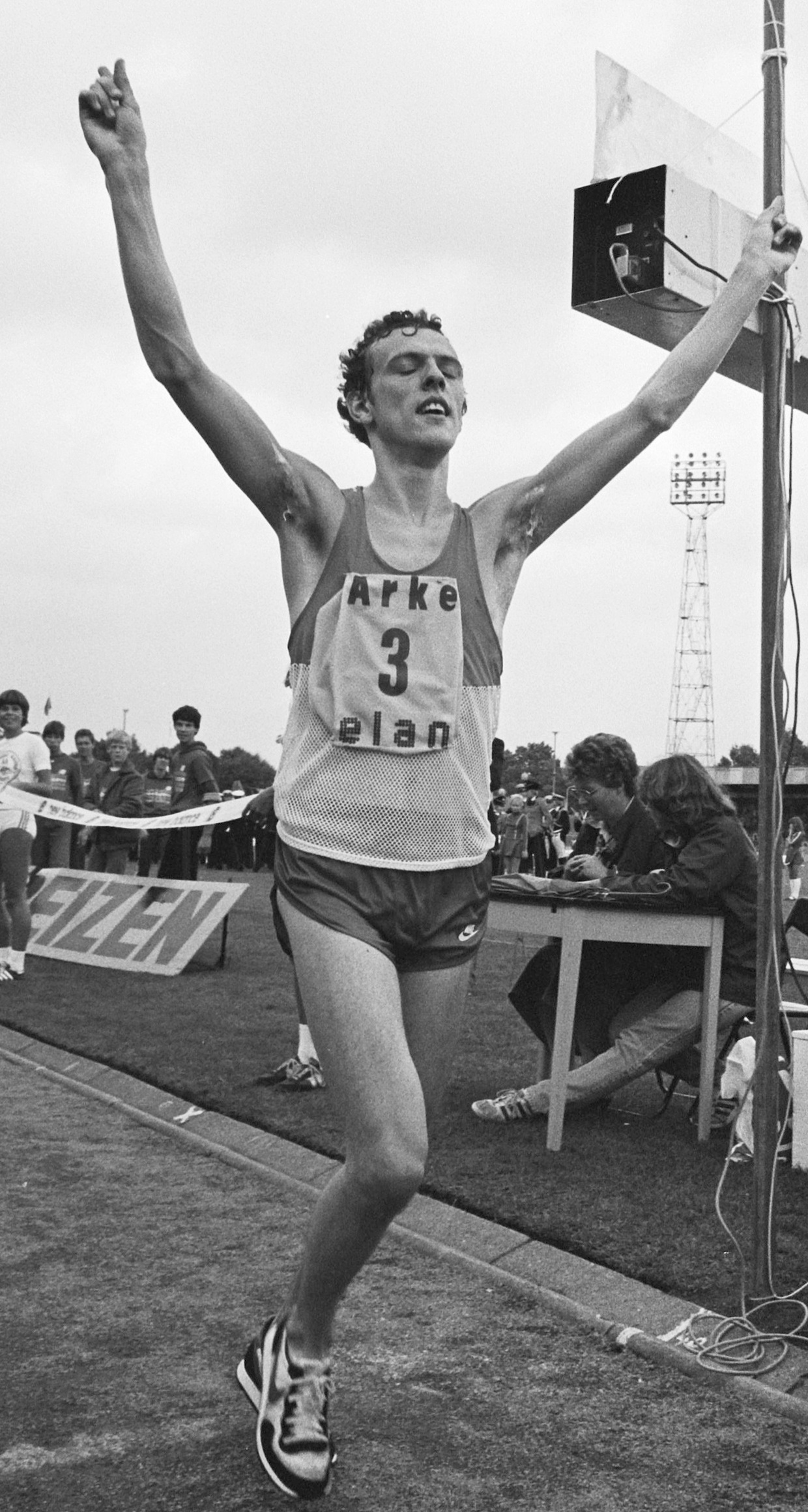
Kevin Forster kam auf Rang 33

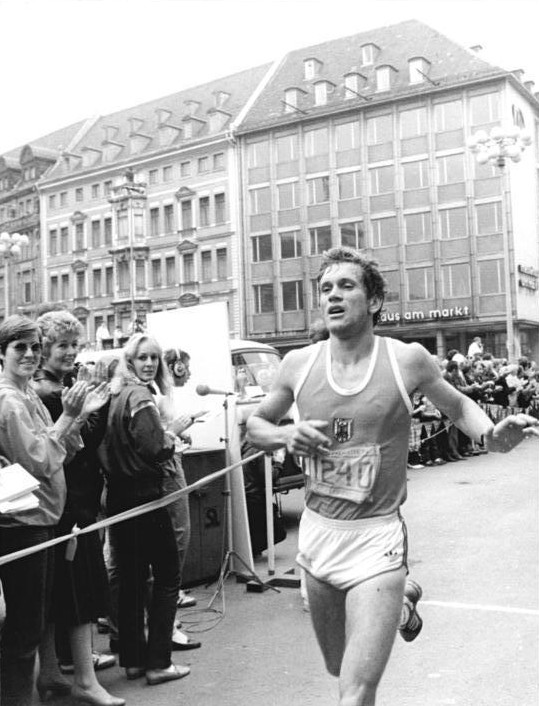
Jörg Peter gab das Rennen vorzeitig auf

Datum: 2. Oktober 1988, 14.35 Uhr Ortszeit (UTC+9 h)
| Zwischenzeiten      | Zwischenzeiten | Zwischenzeiten                                       | Zwischenzeiten |
| Zwischenzeit- Marke | Zwischenzeit   | Führende(r)                                          | 5-km-Zeit      |
| ------------------- | -------------- | ---------------------------------------------------- | -------------- |
| 5 km                | 15:29 min      | große Gruppe                                         | 15:29 min      |
| 10 km               | 30:32 min      | große Gruppe                                         | 15:03 min      |
| 15 km               | 45:57 min      | große Gruppe                                         | 15:25 min      |
| 20 km               | 1:01:21 h00    | große Gruppe                                         | 15:24 min      |
| 25 km               | 1:16:57 h00    | 13-köpfige Spitzengruppe                             | 15:36 min      |
| 30 km               | 1:32:49 h00    | neunköpfige Spitzengruppe                            | 15:52 min      |
| 35 km               | 1:48:25 h00    | Wakihuri, Salah, Bordin, Nakayama, Spedding, Ikangaa | 15:36 min      |
| 40 km               | 2:03:39 h00    | Salah, Wakihuri, Bordin                              | 15:14 min      |

| Platz | Athlet                        | Land                         | Zeit (h) |
| ----- | ----------------------------- | ---------------------------- | -------- |
|       | Gelindo Bordin                | Italien                      | 2:10:32  |
|       | Douglas Wakiihuri             | Kenia                        | 2:10:47  |
|       | Ahmed Salah                   | Dschibuti                    | 2:10:59  |
| 04    | Takeyuki Nakayama             | Japan                        | 2:11:05  |
| 05    | Steve Moneghetti              | Australien                   | 2:11:49  |
| 06    | Charlie Spedding              | Großbritannien               | 2:12:19  |
| 07    | Juma Ikangaa                  | Tansania                     | 2:13:06  |
| 08    | Robert de Castella            | Australien                   | 2:13:07  |
| 09    | Toshihiko Seko                | Japan                        | 2:13:41  |
| 10    | Rawil Kaschapow               | Sowjetunion                  | 2:13:49  |
| 11    | Jesús Herrera                 | Mexiko                       | 2:13:58  |
| 12    | John Campbell                 | Neuseeland                   | 2:14:08  |
| 13    | Gerard Nijboer                | Niederlande                  | 2:14:40  |
| 14    | Pete Pfitzinger               | USA                          | 2:14:44  |
| 15    | Marti ten Kate                | Niederlande                  | 2:14:53  |
| 16    | Orlando Pizzolato             | Italien                      | 2:15:20  |
| 17    | Hisatoshi Shintaku            | Japan                        | 2:15:42  |
| 18    | Kim Won-tak                   | Südkorea                     | 2:15:44  |
| 19    | Gianni Poli                   | Italien                      | 2:16:07  |
| 20    | Dieudonné LaMothe             | Haiti                        | 2:16:15  |
| 21    | Dave Long                     | Großbritannien               | 2:16:18  |
| 22    | Henrik Jørgensen              | Dänemark                     | 2:16:40  |
| 23    | Ralf Salzmann                 | BR Deutschland               | 2:16:54  |
| 24    | Dick Hooper                   | Irland                       | 2:17.16  |
| 25    | Mirko Vindiš                  | Jugoslawien                  | 2:17:47  |
| 26    | Cai Shangyan                  | Volksrepublik China          | 2:17:54  |
| 27    | Joaquim Silva                 | Portugal                     | 2:18:05  |
| 28    | Art Boileau                   | Kanada                       | 2:18:20  |
| 29    | Ed Eyestone                   | USA                          | 2:19:09  |
| 30    | Noureddine Sobhi              | Marokko                      | 2:19:56  |
| 31    | Yoo Jae-sung                  | Südkorea                     | 2:20:11  |
| 32    | Mehmet Terzi                  | Türkei                       | 2:20:12  |
| 33    | Kevin Forster                 | Großbritannien               | 2:20:45  |
| 34    | Bigboy Matlapeng              | Botswana                     | 2:20:51  |
| 35    | Allaoua Khellil               | Algerien                     | 2:21:12  |
| 36    | Justin Gloden                 | Luxemburg                    | 2:22:14  |
| 37    | Alex Gonzalez                 | Frankreich                   | 2:22:24  |
| 38    | Zhang Guowei                  | Volksrepublik China          | 2:22:49  |
| 39    | Pedro Ortiz                   | Kolumbien                    | 2:23:34  |
| 40    | Ronald Lanzoni                | Costa Rica                   | 2:23:45  |
| 41    | Brad Camp                     | Australien                   | 2:23:49  |
| 42    | Adolphe Ambowodé              | Zentralafrikanische Republik | 2:23:52  |
| 43    | John Burra                    | Tansania                     | 2:24:17  |
| 44    | Samuel Hlawe                  | Swasiland                    | 2:24:42  |
| 45    | Juan Amores                   | Costa Rica                   | 2:24:49  |
| 46    | Peter Maher                   | Kanada                       | 2:24:49  |
| 47    | Abdou Manzo                   | Niger                        | 2:25:05  |
| 48    | Diamantino dos Santos         | Brasilien                    | 2:25:14  |
| 49    | Omar Moussa                   | Dschibuti                    | 2:25:25  |
| 50    | Carlos Retiz                  | Mexiko                       | 2:25:34  |
| 51    | Gary Fanelli                  | Amerikanisch-Samoa           | 2:25:35  |
| 52    | John Woods                    | Irland                       | 2:25:38  |
| 53    | Gideon Mthembu                | Swasiland                    | 2:25:56  |
| 54    | Baikuntha Manandhar           | Nepal                        | 2:25:57  |
| 55    | Karel David                   | Tschechoslowakei             | 2:26:12  |
| 56    | Ivo Rodrigues                 | Brasilien                    | 2:25:27  |
| 57    | Martín Mondragón              | Mexiko                       | 2:27:10  |
| 58    | Vusie Dlamini                 | Swasiland                    | 2:28:06  |
| 59    | Inni Aboubacar                | Niger                        | 2:28:15  |
| 60    | Yohanna Waziri                | Nigeria                      | 2:29:14  |
| 61    | Noheku Nteso                  | Lesotho                      | 2:29:44  |
| 62    | Benjamin Longiros             | Uganda                       | 2:30:29  |
| 63    | Vincent Ruguga                | Uganda                       | 2:31:04  |
| 64    | Alfonso Abellán               | Spanien                      | 2:31:10  |
| 65    | Vithanakande Lek Samarasinghe | Sri Lanka                    | 2:31:29  |
| 66    | Tika Bogati                   | Nepal                        | 2:31:49  |
| 67    | Dave Edge                     | Kanada                       | 2:32:19  |
| 68    | Luis López                    | Costa Rica                   | 2:32:43  |
| 69    | Juan Camacho                  | Bolivien                     | 2:34:41  |
| 70    | Abbas Mohamed                 | Nigeria                      | 2:35:26  |
| 71    | Ahmet Altun                   | Türkei                       | 2:37:44  |
| 72    | James Gombedza                | Simbabwe                     | 2:38:13  |
| 73    | Kamana Koji                   | Zaire                        | 2:38:34  |
| 74    | João Carvalho                 | Angola                       | 2:40:45  |
| 75    | Aaron Dupnai                  | Papua-Neuguinea              | 2:41:47  |
| 76    | Binesh Prasad                 | Fidschi                      | 2:41:50  |
| 77    | Calvin Dallas                 | Amerikanische Jungferninseln | 2:42:19  |
| 78    | Telesphore Dusabe             | Ruanda                       | 2:42:52  |
| 79    | Eugène Muslar                 | Belize                       | 2:43:29  |
| 80    | Hassan Karimou                | Niger                        | 2:43:51  |
| 81    | Wallace Williams              | Amerikanische Jungferninseln | 2:44:40  |
| 82    | Mohala Mohloli                | Lesotho                      | 2:44:44  |
| 83    | Awadh al-Sameer               | Oman                         | 2:46:59  |
| 84    | Derick Adamson                | Jamaika                      | 2:47:57  |
| 85    | Krishna Bahadur Basnet        | Nepal                        | 2:47:57  |
| 86    | Fred Schumann                 | Guam                         | 2:49:52  |
| 87    | John Mwathiwa                 | Malawi                       | 2:51:43  |
| 88    | Marlon Williams               | Amerikanische Jungferninseln | 2:52:06  |
| 89    | Kaleka Mutoke                 | Zaire                        | 2:55:21  |
| 90    | James Walker                  | Guam                         | 2:56:32  |
| 91    | Mohiddin Mohamed Kulmiye      | Somalia                      | 2:58:10  |
| 92    | Fred Ogwang                   | Uganda                       | 2:59:35  |
| 93    | Naser Babapour                | Iran                         | 3:00:20  |
| 94    | Ricardo Taitano               | Guam                         | 3:03:19  |
| 95    | Baba Ibrahim Suma-Keita       | Sierra Leone                 | 3:04:00  |
| 96    | Alassane Bah                  | Guinea                       | 3:06:27  |
| 97    | Nguyễn Văn Thuyết             | Vietnam                      | 3:10:57  |
| 98    | Polin Belisle                 | Belize                       | 3:14:02  |
| DNF   | Abdul Hadi Abdul Latheef      | Malediven                    |          |
| DNF   | Domingo Aguilar               | Chile                        |          |
| DNF   | Paulo Catarino                | Portugal                     |          |
| DNF   | Mark Conover                  | USA                          |          |
| DNF   | Hussein Haleem                | Malediven                    |          |
| DNF   | Honorato Hernández            | Spanien                      |          |
| DNF   | Ibrahim Hussein               | Kenia                        |          |
| DNF   | Ahmed Mohamed Ismail          | Somalia                      |          |
| DNF   | Joseph Kipsang                | Kenia                        |          |
| DNF   | Geir Kvernmo                  | Norwegen                     |          |
| DNF   | Kwon Seong-lak                | Südkorea                     |          |
| DNF   | Bruno Lafranchi               | Schweiz                      |          |
| DNF   | Alain Lazare                  | Frankreich                   |          |
| DNF   | John Maeke                    | Salomonen                    |          |
| DNF   | George Mambosasa              | Malawi                       |          |
| DNF   | El Mostafa Nechchadi          | Marokko                      |          |
| DNF   | Jörg Peter                    | DDR                          |          |
| DNF   | John Treacy                   | Irland                       |          |
| DNF   | Dirk Vanderherten             | Belgien                      |          |
| DNF   | Martin Vrábel                 | Tschechoslowakei             |          |

## Rennverlauf
Als Favoriten galten vor allem die afrikanischen Marathonläufer, die in den letzten Jahren immer stärker geworden waren, insbesondere Ahmed Salah aus Dschibuti als Inhaber der Weltbestzeit und der kenianische Weltmeister Douglas Wakiihuri. Weitere Medaillenkandidaten waren der Australier Robert de Castella, von 1981 bis 1984 Inhaber der Weltbestzeit, und der italienische Europameister Gelindo Bordin.
Mit Gary Fanelli nahm erstmals ein Leichtathlet aus Amerikanisch-Samoa an Olympischen Spielen teil. Auch die Pazifikinsel Guam, für die Fred Schumann, Ricardo Taitano und James Walker antraten, war erstmals bei den olympischen Leichtathletikwettbewerben vertreten.
Das Feld blieb lange zusammen, erst bei Kilometer 25 hatte sich eine dreizehnköpfige Spitzengruppe gebildet, die sich bei Kilometer dreißig auf sechs Athleten reduzierte. Mitfavorit Bordin war zwischen Kilometer zehn und fünfzehn das Tempo nicht mitgegangen und zeitweise mit fast fünfzig Sekunden zurückgelegen. Aber er kämpfte sich wieder heran und hatte bei Kilometer zwanzig wieder aufgeschlossen. So war er bei Kilometer dreißig wie auch Salah und Wakiihuri in der Führungsgruppe dabei. Dazu kamen noch der Australier Steve Moneghetti, der Brite Charlie Spedding und der Japaner Takeyuki Nakayama, während de Castella zurückgefallen war. Bei Kilometer vierzig hatten sich Salah, Wakiihuri und Bordin von der Gruppe abgesetzt. Der nächste Kilometerabschnitt, der leicht bergab verlief, brachte die Vorentscheidung. Bordin übernahm die Führung, setzte sich von seinen beiden Begleitern ab und blieb bis ins Ziel vorn. Am Ende hatte Gelindo Bordin fünfzehn Sekunden Vorsprung – den kleinsten Vorsprung eines Marathon-Olympiasiegers seit 1920. Hinter ihm gewann Douglas Wakiihuri zwölf Sekunden vor Ahmed Salah die Silbermedaille.
Gelindo Bordin war der erste italienische Olympiasieger im Marathonlauf.

Douglas Wakiihuri und Ahmed Salah gewannen die ersten Medaillen in dieser Disziplin für ihre Länder.

Ahmed Salah war zudem der erste und bislang einzige Medaillengewinner Dschibutis – Stand November 2021.

## Videolinks
- Seoul 1988 Olympic Marathon, Marathon Week, youtube.com, abgerufen am 24. Januar 2018
- 1988 Olympic Games - Mens Marathon - Part 1, youtube.com, abgerufen am 28. November 2021
- 1988 Olympic Games - Mens Marathon - Part 2, youtube.com, abgerufen am 28. November 2021
- 1988 Olympic Games - Mens Marathon - Part 3, youtube.com, abgerufen am 28. November 2021
- 1988 Olympic Games - Mens Marathon - Part 4, youtube.com, abgerufen am 28. November 2021